# Bolton (Carolina del Nord)
Bolton és una població dels Estats Units a l'estat de Carolina del Nord. Segons el cens del 2000 tenia 494 habitants.

## Demografia
Segons el cens del 2000, Bolton tenia 494 habitants, 198 habitatges i 138 famílies. La densitat de població era de 61,5 habitants per km².
Dels 198 habitatges en un 25,8% hi vivien nens de menys de 18 anys, en un 42,4% hi vivien parelles casades, en un 20,7% dones solteres, i en un 30,3% no eren unitats familiars. En el 27,3% dels habitatges hi vivien persones soles el 12,6% de les quals corresponia a persones de 65 anys o més que vivien soles. El nombre mitjà de persones vivint en cada habitatge era de 2,49 i el nombre mitjà de persones que vivien en cada família era de 2,97.
Per edats la població es repartia de la següent manera: un 25,5% tenia menys de 18 anys, un 10,5% entre 18 i 24, un 23,9% entre 25 i 44, un 24,1% de 45 a 60 i un 16% 65 anys o més.
L'edat mediana era de 38 anys. Per cada 100 dones de 18 o més anys hi havia 89,7 homes.
La renda mediana per habitatge era de 27.596 $ i la renda mediana per família de 33.295 $. Els homes tenien una renda mediana de 33.750 $ mentre que les dones 21.071 $. La renda per capita de la població era de 12.400 $. Entorn del 16,6% de les famílies i el 22% de la població estaven per davall del llindar de pobresa.

## Poblacions més properes
El següent diagrama mostra les poblacions més properes.